# Cảnh sát Nga
Cảnh sát Nga (tiếng Nga: Полиция России, chuyển tự: Politsiya Rossii, tiếng Anh: Police of Russia) là cơ quan thực thi pháp luật quốc gia ở Nga, hoạt động trực thuộc Bộ Nội vụ từ ngày 8 tháng 9 năm 1802. Nó được thành lập ngày 7 tháng 6 năm 1718 theo sắc lệnh của Peter Đại đế và vào năm 2011, thay thế Militsiya, cơ quan công an cũ.
Cơ quan cảnh sát quốc gia của Nga hoạt động theo luật "Về cảnh sát" (Закон "о полиции"), đã được Quốc hội Liên bang phê chuẩn và sau đó được ký thành luật vào ngày 7 tháng 2 năm 2011, bởi Tổng thống Liên bang Nga, Dmitry Medvedev.